# Hotel Calamaro
Hotel Calamaro es el primer disco solista del músico argentino Andrés Calamaro, lanzado el 8 de julio de 1984.
Entre sus canciones se destacan "Fabio Zerpa tiene razón", "Otro amor en Avellaneda", "Radio actividad radial" y "No me pidas que no sea un inconsciente", que lograron cierta repercusión en las radios argentinas entre 1984 y 1985.

## Historia
En este trabajo, Calamaro se aleja mucho del sentido new wave de la banda de Miguel Abuelo y se vuelca hacia un sonido más pop. El álbum contiene varias canciones compuestas por el artista para la obra "Tango Salsa" del argentino Roberto Granados.
El disco fue producido por Charly García y en sus sesiones estuvo a punto de participar Fito Páez, quien trabajaba en el mismo estudio en su primer disco "Del 63".
Este disco no tuvo gran repercusión mediática pero aún se conservan varias de sus canciones como verdaderos clásicos de Andrés. La canción "Detenida" fue compuesta junto a Pipo Cipolatti para "el repertorio de Los Almirantes (primer grupo fundado en 1984 por Andrés y Pipo)" y fue interpretada en vivo por la Ray Milland Band, banda que integraban con Daniel Melingo. La balada "No me pidas que no sea un inconsciente" fue compuesta "en Navidad de 1982 para Los Lamidosos", según reza en la contratapa del LP.
Según Iván Adaime, crítico de AllMusic, "el álbum contiene algunas canciones extrañas, como 'Fabio Zerpa tiene razón', en la que Fabio Zerpa, un especialista argentino en OVNI, da su particular punto de vista sobre una invasión de marcianos marcada por propuestas de paz. 'No me pidas que no sea un inconsciente' y 'Otro amor en Avellaneda', sin embargo, prefiguran el camino que Calamaro seguiría más adelante".

"A Fabio (Zerpa) lo entrevisté para pedirle permiso de usar su nombre (para un título), en su oficina de Belgrano, y quedamos en grabar algo en la canción. Cuando vino al estudio, estaba el Vasco Bazterrica, en Panda. Con los Oveja Negra –Willy Campins, Oski Amante y Aníbal Forcada– éramos amigos ya, y con Gringui (Herrera) somos mejores amigos, siempre vamos a tocar juntos".
Andrés Calamaro, mayo de 2003 (Página/12)

El título de este álbum hace referencia al histórico disco Morrison Hotel de la exitosa banda The Doors y se puede apreciar como un homenaje de parte de Calamaro hacia su idolatrado Jim Morrison.
Cómo curiosidad, cabe señalar que el disco se mezcló completamente en mono: detalle no menor en una época en que la mezcla estéreo cumplía ya dos décadas como estándar mundial. Por otra parte, "la grabación tiene un defecto en la velocidad: todo el disco está un poco acelerado y afecta el sonido de la voz. No fue una buena idea", confesó Calamaro en declaraciones a la revista Rolling Stone en 2017.

## Lista de canciones
| N.º | Título                                   | Escritor(es)                          | Duración |  |
| 1.  | «Fabio Zerpa tiene razón»                | Andrés Calamaro · Gringui Herrera     | 3:09     |  |
| 2.  | «La vi comprándose un sostén»            | Andrés Calamaro · Gringui Herrera     | 2:48     |  |
| 3.  | «Radio actividad radial»                 | Andrés Calamaro                       | 3:28     |  |
| 4.  | «Detenida»                               | Andrés Calamaro · Pipo Cipolatti      | 1:50     |  |
| 5.  | «Bienvenidos al hotel» (Instrumental)    | Andrés Calamaro                       | 0:48     |  |
| 6.  | «No me pidas que no sea un inconsciente» | Andrés Calamaro · Marcelo Scornik     | 2:10     |  |
| 7.  | «Amor iraní»                             | Andrés Calamaro · Gringui Herrera     | 3:14     |  |
| 8.  | «Perdería el corazón»                    | Andrés Calamaro                       | 2:26     |  |
| 9.  | «Miro por la ventana»                    | Andrés Calamaro · Gringui Herrera     | 2:57     |  |
| 10. | «Otro amor en Avellaneda»                | Andrés Calamaro · Robertino Granados* | 2:22     |  |
| 11. | «Polvo americano» (Instrumental)         | Andrés Calamaro                       | 1:29     |  |

Nota: (*) Letra solamente.

## Músicos
- Andrés Calamaro - canto, sintetizador, piano, emulator, drumulator, guitarras.
- Charly García - guitarra eléctrica y coro en «Fabio Zerpa tiene razón», «Detenida», «Amor iraní»; sintetizadores y bajo en «Amor iraní», guitarra eléctrica y sintetizador en «Perdería el corazón».
- Pablo Guyot - guitarra eléctrica en «Fabio Zerpa tiene razón», «Detenida», «Perdería el corazón».
- Willy Iturri - batería en «Fabio Zerpa tiene razón», «Detenida», «Perdería el corazón».
- Alfredo Toth - bajo en «Fabio Zerpa tiene razón», «Detenida», «Perdería el corazón».
- Gringui Herrera - guitarra eléctrica en «La vi comprándose un sostén».
- David Lebón - solo de guitarra eléctrica en «Detenida», «Perdería el corazón».
- Gustavo Bazterrica - guitarra eléctrica en «Radio actividad radial».
- Paul Dourge - bajo en «Radio actividad radial».
- Daniel Colombres - batería en «Miro por la ventana».
- Fabio Zerpa - orador en «Fabio Zerpa tiene razón».
- Pedro Rodríguez - saxo soprano en «Otro amor en Avellaneda».
- Oski Amante - coro en «La vi comprándose un sostén».
- Willy Campins - coro en «La vi comprándose un sostén».
- Aníbal Forcada - coro en «La vi comprándose un sostén».
- Claudio Ponieman - coro en «Radio actividad radial».
- Fabiana Cantilo - coro en «Detenida».
- René Greco - emulator en «Bienvenidos al hotel».
- Mario Breuer - técnico de grabación.
- Amílcar Gilabert - técnico de grabación.[3]